# Henryk Sztompka
Henryk Sztompka (Bogusławka, 1º aprile 1901 – Cracovia, 21 giugno 1964) è stato un pianista polacco.
Vinse il premio per la miglior interpretazione di mazurca alla prima edizione del Concorso pianistico internazionale Frédéric Chopin di Varsavia (1927), assegnatogli dalla Radio polacca.
Diplomatosi con lode al conservatorio di Varsavia nel 1926 sotto la guida di Józef Turczyński, ha continuato i suoi studi con Ignacy Jan Paderewski (1928-1932). Dal 1946 al 1964 ha insegnato pianoforte all'Accademia della musica di Cracovia. Tra i suoi studenti vi è stata anche Regina Smendzianka.

È sepolto nel Museo dei Meritevoli Rakowicki di Cracovia.